# Artaxa tanaoptera
Artaxa tanaoptera är en fjärilsart som beskrevs av Collenette 1938. Artaxa tanaoptera ingår i släktet Artaxa och familjen tofsspinnare. Inga underarter finns listade i Catalogue of Life.